# 1859
1859 (MDCCCLIX) var ett normalår som började en lördag i den gregorianska kalendern och ett normalår som började en torsdag i den julianska kalendern.

## Händelser

### Januari
- 10 januari – Ett ångkök öppnas på Regeringsgatan 82 i Stockholm, vilket blir stadens första.
- 24 januari – Valakiet och Moldavien enas under Alexandru Ioan Cuza och blir Förenade furstendömena Valakiet och Moldavien.

### Februari

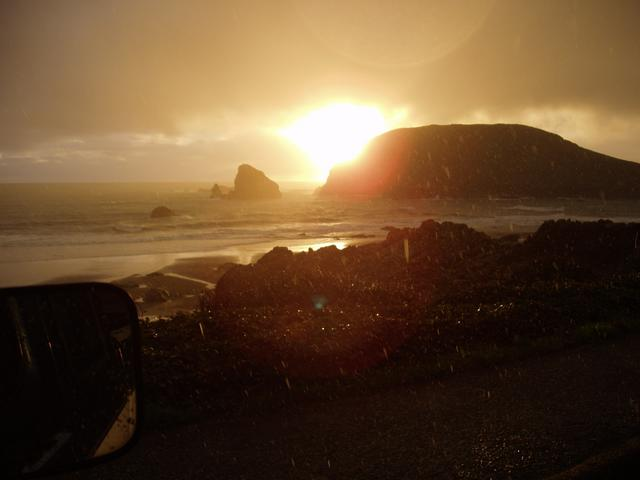
Oregon

- 14 februari – Oregon blir den 33:e delstaten att ingå i den amerikanska unionen.[1]

### Mars
- 3 mars – Den största slavaktionen någonsin, 'The Weeping Time', inträffar då Pierce M. Butler säljer 436 män, kvinnor, barn, vilka alla i veckor vistats i ett häststall vid hästkapplöpningsbanan i Savannah i Georgia, USA.[2]
- 22 mars – En förening för främjande och drift av Trädgårdsföreningen i Linköping bildas.

### April
- April
  - Konstnären Egron Lundgren återvänder till London.
  - Brand i Uddevalla, Sverige.[3]

### Maj
- 5 maj – Braslien och Venezuela enas om att gränsen mellan dem skall gå i vattnet mellan Amazonfloden och Orinocofloden.[4]

### Juni
- Juni – Slaget vid Solferino äger rum i norra Italien söder om Gardasjön den 24 juni. Frankrike och Sardinien segrade mot Österrike.

### Juli
- 8 juli – Oscar I avlider fyra dagar efter sin 60-årsdag och efterträds som kung av Sverige och Norge av sin son Karl XV (i Norge under namnet Karl IV).[5]
- 31 juli–2 augusti – Amerikanska flottstyrkor landstiger i Kina för att skydda amerikanska intressen i Shanghai.[6]

### Oktober
- Oktober – Brand i Göteborg, Sverige.[3]

### November

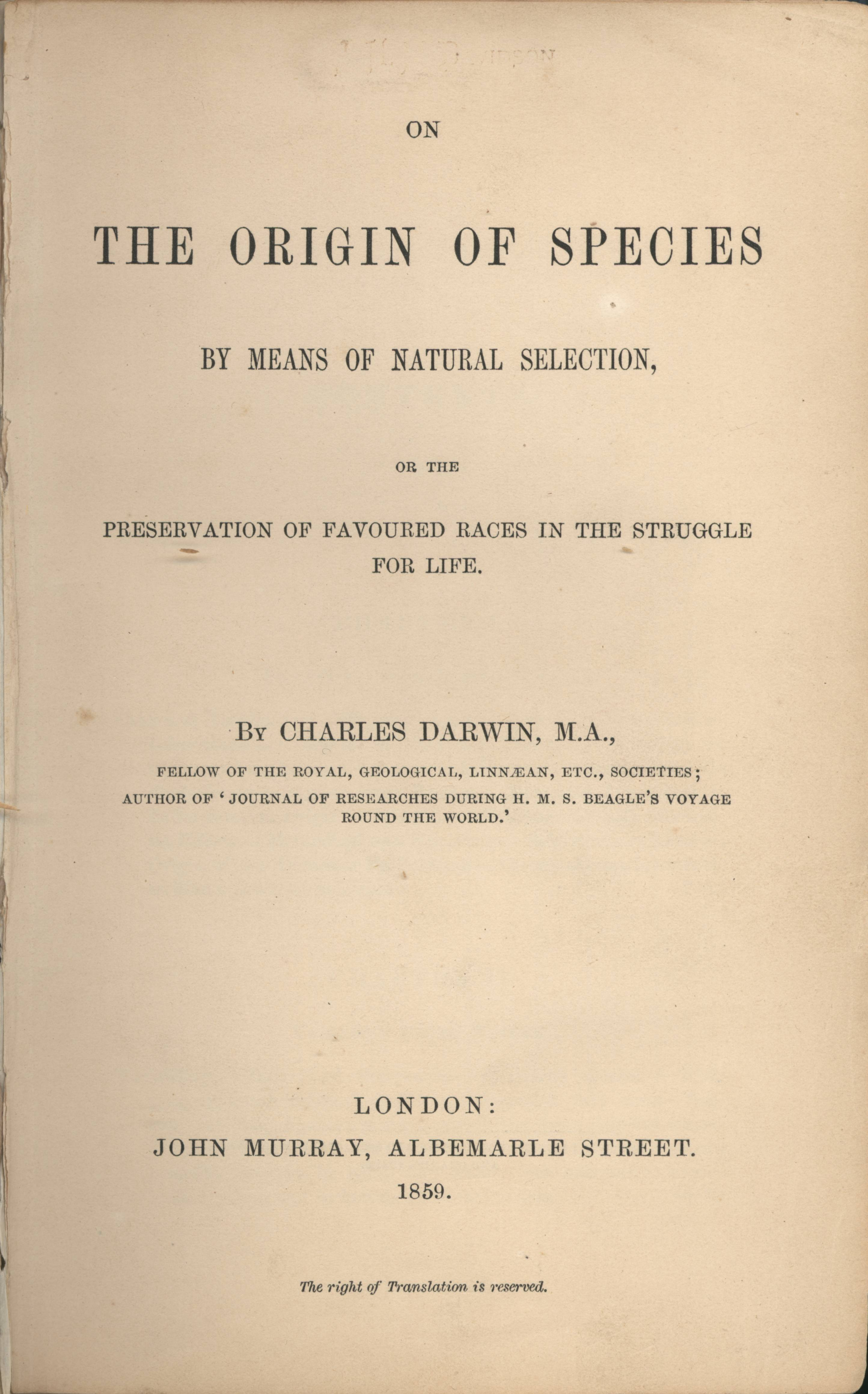
On the Origin of Species

- 24 november – Charles Darwin publicerar sin skrift On the Origin of Species.

### December
- December – Brand i Uppsala, Sverige.[3]

### Okänt datum
- USA:s kongress godkänner att USA:s flotta kan åka till Paraguay och utföra vedergällning för en attack mot amerikanskt flottfartyg på Paranáfloden 1855.[6]
- 200 amerikanska soldater korsar Rio Grande i jakten på mexikanske banditen Juan Cortina.[6].
- Den liberala morgontidningen Göteborgs-Posten börjar utges.
- Karl XV samtycker till att avskaffa det norska riksståthållarämbetet.
- Viktor Rydbergs Den siste athenaren utkommer.
- Svenska kvinnor får rätt att inneha vissa lärartjänster.
- Amalia Eriksson uppfinner och börjar sälja Grännas berömda polkagrisar.
- Sophie Adlersparre och Rosalie Olivecrona grundar den svenska Tidskrift för hemmet, ett språkrör för olika kvinnofrågor.
- Stora teatern i Göteborg invigs under namnet Nya teatern.
- Bonniers börjar utge "Öreskrifter" för folket, vilket breddar det svenska bokläsandet.
- Karl XII:s grav öppnas av Anders Fryxell.
- Stockholm inrättar kommunal renhållning.
- Judiska barn får tillåtelse att gå i svenska skolor.
- En regel införs, vilken säger att prostituerade i Stockholm inte får röra sig i grupp, inte vara ute efter klockan elva och aldrig vistas på vissa gator i Gamla stan: de underkastas också regelbundna tvångsmässiga registreringar och undersökningar för könssjukdom, den så kallade reglementeringen.[7]
- Tyska leksakstillverkaren Märklin grundas.
- Kvinnor tillåts bedriva minuthandel i stad och på marknad och driva handelsbod på landet (gift kvinna dock endast med makens tillstånd).[8]
- Lärokurs för fruntimmer öppnar i Stockholm.

## Födda

### Första kvartalet

#### Januari
- 11 januari – George Nathaniel Curzon, brittisk politiker och statsvetare.
- 12 januari – Henry Heitfeld, amerikansk politiker, senator 1897–1903.
- 15 januari – Elmore Y. Sarles, amerikansk republikansk politiker, guvernör i North Dakota 1905–1907.
- 27 januari – Vilhelm II, tysk kejsare 1888–1918.

#### Februari
- 10 februari – Alexandre Millerand, fransk politiker, Frankrikes president 1920–1924.
- 14 februari – Justus Hagman, svensk skådespelare.
- 17 februari – Johan Lindström Saxon, svensk författare, tidningsman, bokförläggare, publicist och sångtextförfattare.
- 18 februari – Svante Arrhenius, svensk fysiker och kemist, nobelpristagare.
- 24 februari – Gustaf Werner, svensk affärsman och donator.

#### Mars
- 16 mars – Aleksandr Popov, rysk uppfinnare och pionjär inom radiohistorien.

### Andra kvartalet

#### April
- 15 april – Luren Dickinson, amerikansk republikansk politiker, guvernör i Michigan 1939–1941.

#### Maj
- 2 maj – Jerome K. Jerome, brittisk författare.
- 12 maj – William Alden Smith, amerikansk republikansk politiker, senator 1907–1919.
- 22 maj – Arthur Conan Doyle, brittisk författare, Sherlock Holmes fader.

#### Juni
- 12 juni – Thomas J. Walsh, amerikansk demokratisk politiker, senator 1913–1933.
- 13 juni – Kasper Järnefelt, finländsk konstkritiker och översättare.

### Tredje kvartalet

#### Juli
- 2 juli – Hjalmar Selander, svensk skådespelare, regissör och teaterdirektör.
- 6 juli – Verner von Heidenstam, författare och poet, ledamot av Svenska Akademien, nobelpristagare.
- 13 juli – Sidney Webb, brittisk socialistisk reformator.
- 20 juli – Adolf av Schaumburg-Lippe, prins av Schaumburg-Lippe.
- 28 juli – Wilhelm Sarwe, svensk missionär, räddade livet på Josip Broz Tito.

#### Augusti
- 4 augusti – Knut Hamsun, norsk författare, nobelpristagare.
- 7 augusti – Gustave Belot, fransk lärare, filosof.
- 21 augusti – Westmoreland Davis, amerikansk demokratisk politiker, guvernör i Virginia 1918–1922.

#### September
- 12 september – Alice Ayres, engelsk barnsköterska, känd för sitt tappra försök att rädda barnen hon passade vid en brand.
- 14 september – William Robert Robertson, brittisk fältmarskalk.
- 16 september – Frank R. Gooding, amerikansk republikansk politiker, senator 1921–1928.
- 17 september – Fredrik Thesleff, finländsk arkitekt.
- 22 september – Anna Sahlstén, finländsk målare.

### Fjärde kvartalet

#### Oktober
- 18 oktober – Henri Bergson, fransk filosof, nobelpristagare.

#### November
- 15 november
  - Oscar Bernadotte, svensk prins.
  - Christopher Hornsrud, norsk politiker, Norges förste socialdemokratiske statsminister 1928.
  - Anton Wiklund, svensk tävlingscyklist och företagare.
- 23 november – Billy the Kid, amerikansk bandit.

#### December
- 2 december – Georges Seurat, fransk målare.
- 7 december – Octaviano Ambrosio Larrazolo, mexikansk-amerikansk politiker, guvernör i New Mexico 1919–1921, senator 1928–1929.
- 9 december – Algernon Ashton, brittisk kompositör, pianopedagog och essäist.
- 22 december – Otto Hölder, tysk matematiker.
- 26 december – William Stephens, amerikansk politiker.
- 29 december – Venustiano Carranza, mexikansk politiker, Mexikos president 1917–1920.

## Avlidna

### Första kvartalet

#### Januari
- 18 januari – William Slade, 72, amerikansk politiker, kongressledamot 1831–1843, guvernör i Vermont 1844–1846.
- 20 januari – Bettina von Arnim, 73, tysk författare.
- 28 januari – Carl Adolph Agardh, 73, svensk teolog, matematiker, naturforskare, ledamot av Svenska Akademien.

#### Februari
- 23 februari – Zygmunt Krasiński, 47, polsk författare.

#### Mars
- 5 mars – Henry S. Geyer, 68, amerikansk politiker och advokat, senator 1851–1857.
- 19 mars – Oliver H. Smith, 64, amerikansk politiker.

### Andra kvartalet

#### April
- 3 april – Tilghman Tucker, 57, amerikansk demokratisk politiker, guvernör i Mississippi 1842–1844.
- 14 april – George M. Bibb, 82, amerikansk politiker, USA:s finansminister 1844–1845.
- 16 april – Alexis de Tocqueville, 53, fransk politisk teoretiker och historiker.

#### Maj
- 5 maj – Johann Peter Gustav Lejeune Dirichlet, 54, tysk matematiker.
- 6 maj – Alexander von Humboldt, 89, tysk naturforskare.
- 20 maj – Josip Jelačić, 57, ban av Kroatien.

#### Juni
- 11 juni – Klemens von Metternich, 86, österrikisk statsman.

### Tredje kvartalet

#### Juli
- 8 juli
  - Oscar I, 60, kung av Sverige och Norge sedan 1844.
  - Charlotte von Siebold, 70, tysk gynekolog.
- 13 juli – Angélique Brûlon, 87, fransk löjtnant, första kvinnan som mottog Hederslegionen.

#### Augusti
- 4 augusti – Jean-Marie Vianney, 73, fransk katolsk församlingspräst, helgon.
- 22 augusti – John Wesley Davis, 60, amerikansk demokratisk politiker, talman i USA:s representanthus 1845–1847.
- 29 augusti – Leigh Hunt, 74, brittisk författare.

#### September
- 15 september – Isambard Kingdom Brunel, 53, brittisk ingenjör och järnvägsbyggare.
- 16 september – David C. Broderick, 39, amerikansk demokratisk politiker, senator 1857–1859.

### Fjärde kvartalet

#### Oktober
- 22 oktober – Louis Spohr, 75, tysk tonsättare och violinist.
- 29 oktober – James C. Jones, 50, amerikansk politiker.

#### November
- 20 november – Mountstuart Elphinstone, 80, anglo-indisk statsman och hävdatecknare.
- 28 november – Washington Irving, 76, amerikansk författare.

#### December
- 2 december – John Brown, 59, amerikansk slaverimotståndare.
- 8 december – Thomas de Quincey, 74, brittisk författare.
- 16 december
  - Wilhelm Grimm, 73, tysk språk- och litteraturforskare, sagosamlare.
  - Lars Gabriel von Haartman, 70, finländsk friherre och politiker.
- 18 december – Wilhelm Gabriel Lagus, 73, finländsk professor i allmän lagerfarenhet.

#### Okänt datum
- Ana Joaquina dos Santos e Silva, portugisisk affärsidkare.

### Fotnoter
1. ↑  World Statesmen (läst 3 april 2011)
2. ↑  Public Broadcasting Service
3. 1 2 3  ”Värmlands brandhistoriska klubb”. Arkiverad från originalet den 12 oktober 2011. https://www.webcitation.org/62NB7kO36?url=http://www.brandhistoriska.org/olyckor_se.html. Läst 16 mars 2011.
4. ↑  http://html.rincondelvago.com/venezuela_4.html Problemas Limítrofes de Venezuela (spanska)
5. ↑  – World Statesmen
6. 1 2 3  ”USA:s militära insatser i utlandet 1798-2004”. Arkiverad från originalet den 9 december 2013. https://web.archive.org/web/20131209174005/http://www.history.navy.mil/library/online/forces.htm. Läst 30 januari 2011.
7. ↑  Svanström, Yvonne, Offentliga kvinnor: prostitution i Sverige 1812-1918, Ordfront, Stockholm, 2006
8. ↑  Du Rietz, Anita, Kvinnors entreprenörskap: under 400 år, 1. uppl., Dialogos, Stockholm, 2013